# نيكلين
نيكلين  هو معدن يتألف بمعظمه من زرنيخيد النيكل NiAs، ويحوي وسطياً على حوالي 44% من فلز النيكل و56% زرنيخ؛ ولكن يمكن أن يتفاوت التركيب.

## التاريخ وأصل التسمية
عُثِرَ في ألمانيا في فترة القرون الوسطى على معدن مصفَرّ في منطقة جبال الخام ، والذي كان يشبه خام النحاس؛ إلّا أنّ عمال المناجم لم يتمكّنوا من استخراج النحاس من ذلك الخام، ممّا دفعهم إلى الاعتقاد بوجود قدرة خارقة تحول دون الحصول على مبتغاهم، لذلك أطلقوا اسم عفريت من الأساطير الجرمانية يدعى نيكل  على اسم ذلك الخام، ليدعى حينها باسم Kupfernickel (كُبفرنيكل، حيث تعني كلمة Kupfer النحاس في اللغة الألمانية).
عرَف هذا الخام أيضاً تحت اسم نيكوليت  ). في سنة 1751 تمكّن البارون أكسل فريدريك كرونستيد  أثناء تجاربه لعزل النحاس من معدن كُبفرنيكل في منجم للكوبالت في السويد من الحصول على فلزّ أبيض، ليتبيّن له فيما بعد أنّه عنصر جديد، وأعلن اكتشافه وأطلق عليه اسم «نيكل»، نسبةً إلى أسطورة العفريت التي مَنَحَت الخام ذلك الاسم. لا يزال اسم كُبفرنيكل مستخدماً في اللغة الألمانية، ولكن للإشارة إلى سبيكة النيكل النحاسي (كبرونيكل).

## الهوامش
1. ↑  Nickeline (يعرف أيضاً باسم نيكوليت niccolite)
2. ↑  Erzgebirge
3. ↑  Nickel
4. ↑  niccolite
5. ↑  Axel Fredrik Cronstedt